# آتوکا (تنسی)
آتوکا(به انگلیسی: Atoka) شهری در ایالت تنسی کشور ایالات متحده آمریکا است که جمعیت آن در سرشماری سال ۲۰۱۰ میلادی، ۸٬۳۸۷ نفر بوده‌است.